# Anchois de Californie
Espèce
Statut de conservation UICN

 LC  : Préoccupation mineure
L'Anchois de Californie (Engraulis mordax) est une espèce de poissons appartenant à la famille des Engraulidae.